# 비룡 분기점
비룡 분기점(Biryong JC)은 대전광역시 동구 비룡동에 설치된 경부고속도로와 통영대전고속도로, 그리고 대전남부순환고속도로가 만나는 분기점이자 통영대전고속도로와 대전남부순환고속도로의 종점이다. 산내 분기점부터 이곳까지는 대전남부순환고속도로와 통영대전고속도로가 중첩된다.
이 분기점은 경부고속도로 직선화 공사와 병행하여 1999년 9월 6일 통영대전고속도로, 대전남부순환고속도로 비룡 분기점 ~ 판암 나들목 구간 개통과 동시에 개통하였다. 인근에는 경부고속도로 개통 초기부터 통행교각으로 사용했던 아치형의 철골 구조물로 이루어진 구 대전육교가 가양공원 인근에 차량통행이 금지된 채 방치되어 있다.

## 연혁
- 1999년 9월 6일 : 대전통영고속도로 및 대전남부순환고속도로 비룡 분기점 ~ 판암 나들목 구간 개통과 함께 영업 개시[1]

## 구조물 정보
- 위치: 대전광역시 동구 비룡동, 신상동

## 접속하는 노선

### 부산・서울방면
- 경부고속도로 (29번)

### 통영・유성방면
- 통영대전고속도로 (22번), 대전남부순환고속도로 (6번) (중첩구간)

## 사진

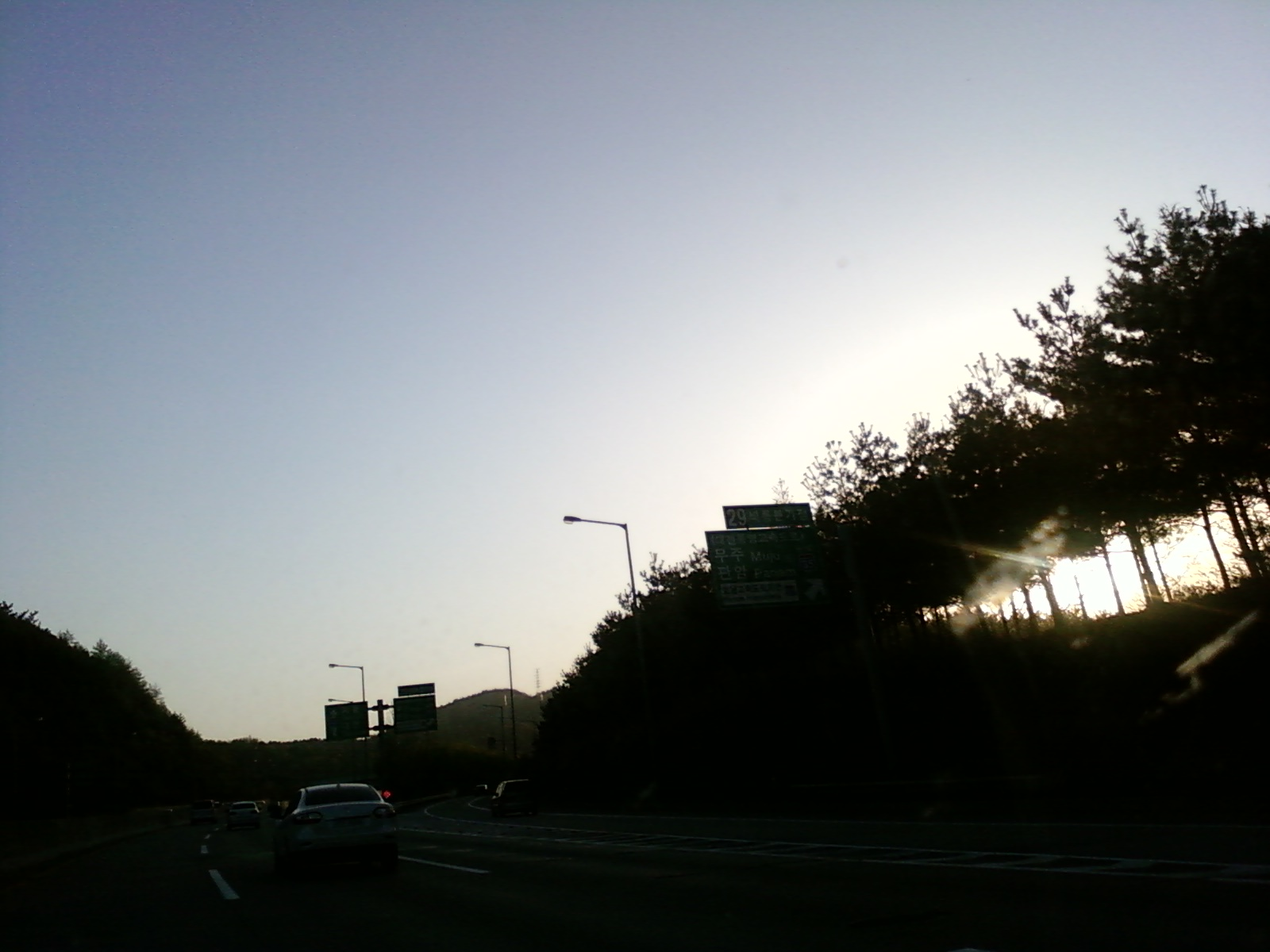
비룡 분기점 (경부고속도로 서울 방향)
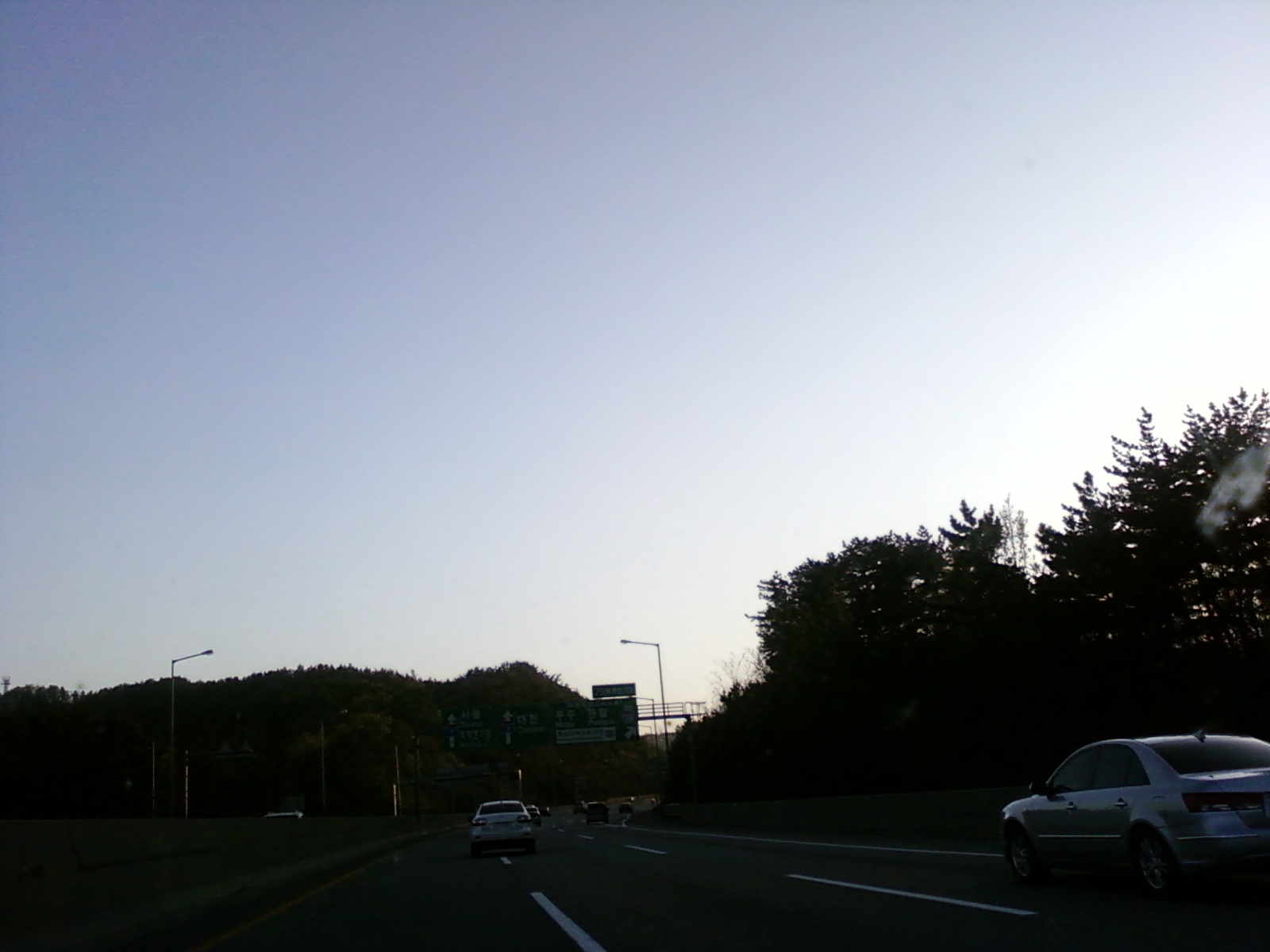
비룡 분기점 안내 표지판 (경부고속도로 서울 방향)